# 죽음을 먹는 자 목록
다음은 죽음을 먹는 자의 단원 목록이다.

## 죽음을 먹는 자

### 고일(Goyle)
아들인 그레고리 고일이 있다.

### 노트(Nott)
아들인 시어도르 노트가 있다.

### 라다스탄 레스트랭(Radastan Lestrange)
순수 혈통이며, 로돌푸스 레스트랭의 동생이다. 아즈카반 종신형을 선고받고 1995년에 탈옥했다.

### 레귤러스 아르크투르스 블랙(Regulus Arcturus Black)
블랙 가문 순수 혈통을 최고로 여기며 머글 태생과 머글을 혐오한다. 시리우스 블랙의 동생이다. 학창 시절에는 볼드모트의 편이었다가 16살에 죽음을 먹는 자에 가담한다. 그러나 중간에 볼드모트의 호크룩스의 존재를 알게 되고, 후에는 볼드모트를 죽이려 호크룩스 중 하나인 살라자르 슬리데린의 로켓을 파괴하려고 노력한다. 볼드모트의 모든 함정을 깨고 동굴 안에 들어가 호크룩스인 로켓을 자신이 만든 가짜 로켓과 바꿔치우고 크리처한테 로켓을 파괴하라고 명령한 후, 인페리우스들에게 끌려 물 속에서 죽는다. 슬리데린이자 대대로 어둠의 마법을 사랑했던 블랙 가문의 차남이었으나 끝에서는 개과천선한다.

### 로돌푸스 레스트랭(Rodolfus Lestrange)
순수 혈통이며, 벨라트릭스 레스트랭의 남편이다. 죽음을 먹는 자 중 간부급으로, 아내와 함께 어둠의 마왕이 몰락한 후 아즈카반 종신형을 선고받았으며 1995년에 탈옥했다.

### 어거스터스 록우드(Augustus Rockwood)
죽음을 먹는 자들 편에서 마법부에 보낸 스파이다. 마법부에서 정보를 빼내다 잡혔다.

### 루시우스 말포이(Lucius Malfoy)
드레이코 말포이의 아빠이자 해리 포터와 혼혈 왕자에서 죽음을 먹는 자라는 것을 들키고 아즈카반에 수감된다. 아내로는 나시사 말포이가 있다. 손주는 스콜피어스 말포이다.

### 바티 크라우치 2세(Barti Crouch Junior)
바티 크라우치의 아들이며, 볼드모트의 몰락 후 아즈카반에 수감되었었다. 이후 아즈카반에서 탈옥하여 매드아이 무디에게 임페리우스 저주를 걸고 폴리주스 마법약을 마셨다. 그리고 해리 포터의 이름을 불의 잔에 넣었다.

### 아마커스 캐로우(Amycus Carrow)
알랙토 캐로우의 오빠이다. 호그와트에서 어둠의 마법 방어술 교수로 지냈었다.

### 알랙토 캐로우(Alecto Carrow)
아마커스 캐로우의 여동생이다. 호그와트에서 머글 연구 과목의 교수로 지냈었다.

### 악슬리(Yaxley)
볼드모트만 믿고 마법부에서 권력을 휘두른다.

### 안토닌 돌로호브(Antonin Dolohov)
얼굴이 길고 검으며, 창백하다. 아즈카반에 수감되었다가 탈옥했으며, 1996년 마법부 미스터리부에서 불사조 기사단과 싸웠다.

### 월든 맥네어(Walden Macnair)
해그리드의 히포그리프 사형을 집행하려했다.

### 에이버리(A very)
호그와트에서 상당한 문제아였다.

### 이고르 카르카로프(Igor Karkarov)
덤스트랭의 교장이 되기 전에 죽음을 먹는 자였지만, 바티 크라우치 주니어가 죽음을 먹는 자인 것을 말해서 풀려난다.

### 크레이브(Crabbe)
빈센트 크레이브의 아버지이다.

### 소르핀 롤(Thorfinn Rowle)
해리, 론, 헤르미온느가 토트넘 코트로드에서 전투한 죽음을 먹는 자 중 1명이다.

### 트래버스(Travers)
시끄러우며, 아부 떨기를 좋아한다.

### 피터 페티그루(Peter Pettigrew)
리무스 루핀, 시리우스 블랙, 제임스 포터와 절친이었으며 마루더즈의 일원이었다. 학창 시절 절친과 함께 호그와트 비밀 지도를 만들었다. 별명은 웜테일이며 애니마구스이고, 형상은 쥐이다. 제임스 포터가 해리 포터의 아버지가 되고 나서 볼드모트의 밑으로 들어갔다.
해리 포터와 불의 잔에서 볼드모트를 부활시키기 위해 손을 잘랐고 볼드모트가 쇠로 된 의수를 만들어 주었고, 1997년에 해리 포터에 대해 가책을 느껴 볼드모트가 만들어 준 팔에 의해 목이 졸려 죽었다.

## 볼드모트편에 가담했던 사람

### 펜리르 그레이백(Fenrir Greyback)
늑대인간으로, 살인을 즐긴다. 1998년 호그와트의 전투에서 제압당한다.